# Wiktor Tretiakow
Wiktor Mychajłowycz Tretiakow, ukr. Віктор Михайлович Третяков, ros. Виктор Михайлович Третьяков, Wiktor Michajłowicz Trietjakow (ur. 23 maja 1927 w Zinowjewsku; zm. 25 maja 2010 w Kirowohradzie) – ukraiński piłkarz, grający na pozycji napastnika, trener piłkarski.

## Kariera piłkarska
W 1948 rozpoczął karierę piłkarską w zespole amatorskim Traktor Kirowohrad, który potem nazywał się Torpedo, a w 1958 przyjął nazwę Zirka i debiutował w rozgrywkach profesjonalnych. Pełnił funkcje kapitana drużyny. W 1962 zakończył karierę piłkarską.

## Kariera trenerska
Pracę szkoleniowca rozpoczął po zakończeniu kariery piłkarza. Najpierw szkolił dzieci w Szkole Sportowej w Kirowohradzie. W styczniu 1971 roku został mianowany na stanowisko głównego trenera Zirki Kirowohrad, którą kierował do końca 1972. Potem powrócił do pracy z dziećmi, z czasem awansował na dyrektora szkoły. Spośród jego wychowanków wiele znanych piłkarzy, m.in. Wałerij Porkujan, Wołodymyr Weremiejew, Mychajło Mychajłow
Jego imieniem nazwany Memoriał piłkarski, który rozgrywany co roku w Kirowohradzie.

## Sukcesy i odznaczenia

### Odznaczenia
- tytuł Zasłużonego Trenera Ukraińskiej SRR